# 門羅 (康乃狄克州)
門羅（英語：Monroe）是一個位於美國康乃狄克州費爾菲爾德縣的城鎮。

## 地理
門羅的座標為41°20′10″N 73°13′33″W / 41.33611°N 73.22583°W，而該地的平均海拔高度為159米（即522英尺）。

## 人口
根據2010年美國人口普查的數據，門羅的面積為68.10平方千米，當中陸地面積為67.60平方千米，而水域面積為0.50平方千米。當地共有人口20020人，而人口密度為每平方千米293人。